# قلعة شيخ (أذر شهر)
قلعة شيخ هي قرية في مقاطعة أذر شهر، إيران. عدد سكان هذه القرية هو 196 في سنة 2006.